# Kids’ Choice Award за любимый фильм
Это список победителей и номинантов на премию Kids' Choice Award за любимый фильм (англ. Kids' Choice Award for Favorite Movie), присужденную Nickelodeon Kids' Choice Awards.

## Победители и номинанты
| Год  | Получатель                                 | Номинанты |
| ---- | ------------------------------------------ | --- |
| 1987 | Парень-каратист 2                          | - Данди по прозвищу «Крокодил» - Лучший стрелок |
| 1988 | Полицейский из Беверли-Хиллз 2             | - Приключения приходящей няни - Ла Бамба |
| 1989 | Кто подставил кролика Роджера              | - Битлджус - Полицейская академия 5: Место назначения — Майами-Бич |
| 1990 | Уж кто бы говорил                          | - Назад в будущее 2 - Бэтмен |
| 1991 | Один дома                                  | - Домашняя вечеринка - Черепашки-ниндзя |
| 1992 | Семейка Аддамс                             | - Ребята по соседству - Моя дочь |
| 1994 | Парк юрского периода                       | - Крутые виражи - Освободите Вилли |
| 1995 | Король Лев                                 | - Эйс Вентура: Розыск домашних животных - Скорость |
| 1996 | Эйс Вентура 2: Когда зовёт природа         | - Бэтмен навсегда - Каспер - История игрушек |
| 1997 | День независимости                         | - Счастливчик Гилмор - Чокнутый профессор - Смерч |
| 1998 | Титаник                                    | - Завтра не умрёт никогда - Бэтмен и Робин - Остин Пауэрс: Человек-загадка международного масштаба - Лжец, лжец - Люди в чёрном                                                          |
| 1999 | Карапузы                                   | - Приключения Флика - Доктор Дулиттл - Маменькин сыночек |
| 2000 | Большой папа                               | - Остин Пауэрс: Шпион, который меня соблазнил - Покемон: Фильм первый - История игрушек 2 - И целого мира мало                                                                           |
| 2001 | Гринч — похититель Рождества               | - Дом большой мамочки - Ангелы Чарли - Чокнутый профессор 2: Семья Клампов |
| 2002 | Час пик 2                                  | - Доктор Дулиттл 2 - Гарри Поттер и философский камень - Шрек |
| 2003 | Остин Пауэрс: Голдмембер                   | - Умри, но не сейчас - Гарри Поттер и Тайная комната - Ледниковый период - Человек-паук                                                                                                  |
| 2004 | В поисках Немо                             | - Брюс Всемогущий - Дежурный папа - Эльф |
| 2005 | The Incredibles                            | - Гарри Поттер и узник Азкабана - Шрек 2 - Человек-паук 2 |
| 2006 | Гарри Поттер и Кубок огня                  | - Ну что, приехали? - Чарли и шоколадная фабрика - Сумасшедшие гонки |
| 2007 | Пираты Карибского моря: Сундук мертвеца    | - Дом большой мамочки 2 - Клик: С пультом по жизни - Ночь в музее - Казино «Рояль» |
| 2008 | Элвин и бурундуки                          | - Ну что, приехали: Ремонт - Пираты Карибского моря: На краю света - Трансформеры |
| 2009 | Классный мюзикл: Выпускной                 | - Сказки на ночь - Тёмный рыцарь - Железный человек - Квант милосердия |
| 2010 | Элвин и бурундуки 2                        | - Трансформеры: Месть падших - Сумерки. Сага. Новолуние - Люди Икс: Начало. Росомаха |
| 2011 | Каратэ-пацан                               | - Алиса в Стране чудес - Дневник слабака - Гарри Поттер и Дары Смерти. Часть 1 |
| 2012 | Элвин и бурундуки 3                        | - Гарри Поттер и Дары Смерти. Часть 2 - Маппеты - Смурфики |
| 2013 | Голодные игры                              | - 007: Координаты «Скайфолл» - Новый Человек-паук - Мстители - Дневник слабака 3 |
| 2014 | Голодные игры: И вспыхнет пламя            | - Железный человек 3 - Оз: Великий и Ужасный - Смурфики 2 |
| 2015 | Голодные игры: Сойка-пересмешница. Часть 1 | - Новый Человек-паук: Высокое напряжение - Стражи Галактики - Малефисента - Черепашки-ниндзя - Трансформеры: Эпоха истребления                                                           |
| 2016 | Звёздные войны: Пробуждение силы           | - Человек-муравей - Мстители: Эра Альтрона - Золушка - Здравствуй, папа, Новый год! - Голодные игры: Сойка-пересмешница. Часть 2 - 007: Спектр - Мир юрского периода - Идеальный голос 2 |
| 2017 | Охотники за привидениями                   | - Бэтмен против Супермена: На заре справедливости - Первый мститель: Противостояние - Пит и его дракон - Изгой-один. Звёздные войны: Истории - Черепашки-ниндзя 2                        |
| 2018 | Джуманджи: Зов джунглей                    | - Красавица и Чудовище - Величайший шоумен - Стражи Галактики. Часть 2 - Идеальный голос 3 - Человек-паук: Возвращение домой - Звёздные войны: Последние джедаи - Чудо-женщина           |
| 2019 | Мстители: Война бесконечности              | - Аквамен - Чёрная пантера - Будка поцелуев - Мэри Поппинс возвращается - Всем парням, которых я любила раньше                                                                           |
| 2020 | Мстители: Финал                            | - Аладдин - Капитан Марвел - Джуманджи: Новый уровень - Человек-паук: Вдали от дома - Звёздные войны: Скайуокер. Восход                                                                  |
| 2021 | Чудо-женщина 1984                          | - Удивительное путешествие доктора Дулиттла - Гамильтон - Хэллоуин Хьюби - Мулан - Соник в кино                                                                                          |
| 2022 | Человек-паук: Нет пути домой               | - Золушка - Большой красный пёс Клиффорд - Круиз по джунглям - Космический джем: Новое поколение - Том и Джерри - Не время умирать                                                       |
| 2023 | Соник 2 в кино                             | - Аватар: Путь воды - Чёрный Адам - Чёрная пантера: Ваканда навеки - Фокус-покус 2 - Мир юрского периода: Господство - Школа монстров: Фильм - Топ Ган: Мэверик                          |
| 2024 | Барби                                      | - Аквамен и потерянное царство - Охотники за привидениями: Леденящий ужас - Стражи Галактики. Часть 3 - Русалочка - Капитан Марвел 2 - Трансформеры: Восхождение Звероботов - Вонка      |